# Viva la musica
Viva la musica је југословенски музички ТВ филм из 1972. године. Режирала га је Мирјана Самарџић а сценарио је написао Слободан Хабић

## Улоге
| Глумац           | Улога    |
| ---------------- | -------- |
| Оскар Данон      | Диригент |
| Оливера Ђурђевић |          |
| Енрико Јосиф     |          |